# Gare d’Ermont-Halte
Gare d’Ermont-Halte vasútállomás Franciaországban, Ermont településen.

## Vasútvonalak
Az állomást az alábbi vasútvonalak érintik:
- Ermont-Eaubonne-Valmondois-vasútvonal

## Kapcsolódó állomások
A vasútállomáshoz az alábbi állomások vannak a legközelebb:
- Gare du Gros Noyer - Saint-Prix (Gare de Persan - Beaumont, Transilien H)
- Gare d’Ermont - Eaubonne (Paris Gare du Nord, Transilien H)